# فرایند کاتیوا

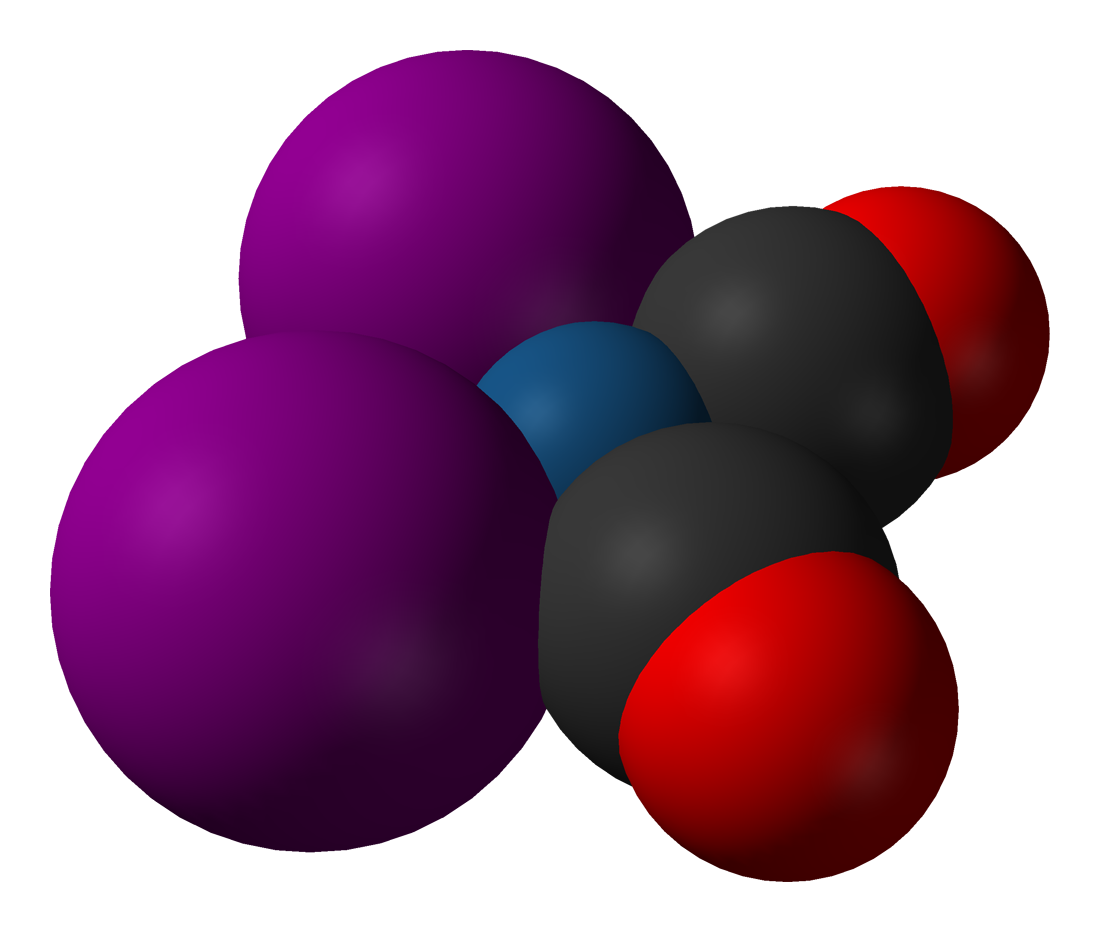
مدل فضاپرکن [Ir(CO)_{2}I_{2}]^{−} کاتالیزوری که در فرایند کاتیوا مورد استفاده قرار می گیرد.

فرایند کاتیوا (انگلیسی: Cativa process) فرایندی صنعتی جهت تهیه استیک اسید است که نخستین بار توسط شرکت شیمیایی بی‌پی معرفی و مورد استفاده قرار گرفت. در این فرایند از کاتالیزورهای حاوی ایریدیم مانند کمپلکس [Ir(CO)2I2]− (1) استفاده می‌شود.